# 伊達眼鏡
伊達眼鏡（だてめがね）とは、装身具としてかける眼鏡。
伊達眼鏡の場合、視力の補正や遮光など、眼鏡の機能を目的としていない。そのため度無しのレンズがはめ込まれているが、レンズそのものが無いタイプもある。

## 概要
語源は「立つ」で、これは「目立つ」や「男が立つ」という「引き立つ」という意味。
昔から「眼鏡は男を三分（さんぶ）上げる」と言われ、男性が眼鏡を装着すると3割増しで男前になるとされる。なお、お洒落のために目に掛けるものと言えばサングラスも同様のようであるが、サングラスには遮光のために必然的に掛けなければならない場面が想定される反面、伊達眼鏡は見栄えが純粋に目的なので、この点では一般的なサングラスは伊達眼鏡には分類されないと考えられる（詳細はサングラスの項を参照）。
対して「眼鏡は女を三分下げる」と言われる一方で、眼鏡をかけている女性「眼鏡っ娘（めがねっこ）」も人気があり、眼鏡をチャームポイントとするタレントやアイドルも存在する。昭和3年の書籍にもすでに、"ある劇場で女優を募集したところ、眼鏡をかけた写真を送ってよこした者が数名あって、しかもそのうち2、3人は視力は悪くないと自ら申告してきた"という事例が紹介されている。
心理学者の富田隆は、伊達眼鏡は仮面をかぶるのと同じであり、コンプレックスを隠すために行い、周期的に流行すると分析している。
普段は度付きの眼鏡を使用している芸能人の場合に、レンズが光を反射してテレビ映りが悪くなるとして、コンタクトレンズを着用した上でレンズ無しの伊達眼鏡を使用する人物も存在する。
眼科医により伊達眼鏡が処方されることもある。眼に異常がないのにもかかわらず視力が低下する心因性視力障害では、背景に眼鏡に対する憧れがあることがある。眼鏡願望による心因性視力障害は、小学校3 - 4年生の女児に多く見られる。遠視のレンズと近視のレンズを重ね合わせて度のない状態を作り出すトリック検査で視力が出た場合には、伊達眼鏡を処方して患児の眼鏡願望を叶えてやることが治療に有効である。

## 伊達眼鏡の著名人
- 大橋巨泉
- 松岡利勝
- 生島ヒロシ
- 仲本工事（ザ・ドリフターズ）
- 円広志
- 斉藤ゆう子
- 笠浩二（元C-C-B）
- 木村真也（WANDS）
- アンジェラ・アキ
- 天野ひろゆき（キャイ〜ン）
- 藤森慎吾（オリエンタルラジオ）
- 大竹一樹（さまぁ〜ず）
- 山里亮太（南海キャンディーズ）
- 松尾陽介（元ザブングル）
- 時東ぁみ
- ペ・ヨンジュン
- 田代まさし
- 近藤春菜（ハリセンボン）
- こっちのけんと